# Ottomar Beta
Ottomar Heinrich Beta (eigentlich Bettziech) (* 7. Februar 1845 in Berlin; † 20. Februar 1913 in Steglitz) deutscher Journalist, Schriftsteller und völkischer Antisemit. Er publizierte auch unter den Pseudonymen Mann aus dem Monde, Aron Halmlos, Caduceus und Maltus II.

## Leben
Ottomar Beta wurde als Sohn des Journalisten Heinrich Beta und dessen Frau Aug. Carol. Wilh. Franziska Thebesius (1817–1848) in Berlin geboren. Sein Vater emigrierte 1849 nach London. Seine Stiefmutter war Mathilde Beta, geb. Rolf. Seine Stiefschwester Clara Beta (* 1850) war später Lehrerin in Berlin.
Er wurde in Stettin von seinem Onkel erzogen und reiste 1857 zu seinem Vater nach London. Nach der allgemeinen Amnestie 1861 beim Regierungsantritt von Wilhelm I. von Preußen kehrte er zurück. Er besuchte von 1861 bis 1863 das Friedrich-Wilhelms-Gymnasium in Berlin, ohne jedoch das Abitur zu erreichen. Danach war er Inspektor auf landwirtschaftlichen Gütern. Er versuchte in Halle und Leipzig Agronomie zu studieren, allerdings auch hier ohne einen Abschluss.
Er versuchte sich als Schriftsteller mit Romanen, Lustspielen und Novellen. Seine eigentliche Bestimmung aber war die soziale Frage. In verschiedenen Schriften machte er die Juden verantwortlich für negative soziale Folgen der Industrialisierung und die Ungerechtigkeiten bei der Auslegung des römischen Rechts. Er wechselte häufig seine Verleger. Er war allerdings in keiner politischen Partei organisiert, bekannt ist nur, dass er einen Vortrag beim Parteitag der Deutsch-sozialen Reformpartei (1902) hielt. Er war Mitglied des „deutsch-völkischen Schriftstellerbundes“ in Berlin-Charlottenburg. 1934 wurde er als früher Pionier der nationalsozialistischen Bodenpolitik gefeiert.

## Werke

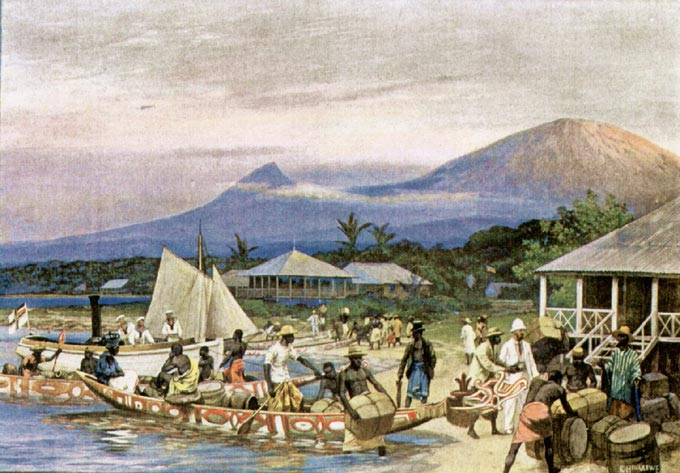
Das Buch von unsern Kolonien, farbige Kunstbeilage nach Original von Rudolf Hellgrewe

- Schmollis, ein Hundeleben. Albert Schmidt, Berlin 1870 Digitalisat (Goldschmidt's Bibliothek für Haus und Reise Band IX.)
- Deutschlands Stellung zwischen Russland, England und Amerika. Nach naturphilosophischen Gesichtspunkten. Berlin 1871 Digitalisat
- Darwin, Deutschland und die Juden, oder der Juda-Jesuitismus. Dreiunddreissig Thesen, nebst einer Nachschrift über einen vergessenen Factor der Volkswirthschaft. Berlin 1875 Digitalisat; 2. Auflage, Berlin 1876.
- Altmodisch und Modern, oder: Der Oppositionsgeist. Lustspiel in 4 Aufzügen. Dreyer, Berlin 1876 (Bibliothek der deutschen Privat- und Manuskriptdrucke der Gesellschaft für deutsche Literatur 596)
- Der bisher verheimlichte Kernpunkt der socialen Frage, oder der Feudalismus als Grundlage constitutioneller Freiheit ueber semitischen und germanischen Socialismus und die Beziehungen der Racen- und Rentenfrage. Offenes Sendschreiben vom Mann aus dem Monde. Leipzig 1876; 2. Auflage, Leipzig 1876 Digitalisat
- Russische Bilderbogen. Reise-Skizzen mit Rand-Glossen. Schulze, Leipzig 1877 Digitalisat
- Unter Unkraut. Roman. 2 Bände. Schlicke, Leipzig 1877
- In Liebesbanden. Neue Novellen. Band 1 Optimistische Geschichten. Band 2 Pessimistische Geschichten. Leipzig 1877
- Die wirthschaftliche Nothwendigkeit und politische Bedeutung einer deutschen Agrarverfassung für Stadt und Land, und die Ursachen der Abhängigkeit Deutschlands von England. Hugo Voigt, Berlin und Leipzig 1878 Digitalisat
- Det olle Röm'sche Recht - jeht denn det immer noch? Beweis für die wirthschaftliche Nothwendigkeit und politische Bedeutung einer deutschen Agrarverfassung. Hugo Voigt, Berlin und Leipzig 1878 Digitalisat
- Im Weltbrande. Romanbeilage des ‚Münchenerfremdenblatt‘. Schuh, München 1880 (2. Aufl. 1886)
- Jeder für Alle. Glossen zur Wirthschaftsreform. George & Fiedler, Berlin 1886
- Die Kunst, verheiratet und doch glücklich. Strategie und Taktik im Ehekriege. Nach ‚How to be happy though married‘. Hugo Steinitz, Berlin, 1887
- Die Politik des Unbewussten von Maltus II. Renger, Leipzig 1887 (2. Aufl. von Ottomar Beta. Renger, Leipzig 1891)
- Peregrine. Novelle. Callwey, München 1888
- Bei der Baronin von Plettenbach. Roman aus dem Highlife. Callwey, München 1888
- Die Greuel der französischen Revolution. Ihre Naturgeschichte und Pathologie. R. v. Decker’s Verlag G. Schenck, Berlin 1889 Digitalisat
- Ottomar Beta (Hrsg.): Der Geist Bleichröders und der Geist Friedrichs des Grossen. Eine Nachklang vom Sedantage. Unter schriftlicher Zustimmung von P. Förster und vieler anderer Antisemiten. Thormann & Goetsch (Antisemitische Vereinigung für Norddeutschland), Berlin 1890.
- Warum? Warum liegen wir Deutsche in den Ketten der Schuldknechtschaft? Nach einem Vortrage über Real- und Personal-Credit. Deutsch-Sozialer Antisemitischer Verein für Berlin und Umgebung, Berlin 1892
- Die Rache ist mein. Roman. Deutsche Verlags-Anstalt, Stuttgart, Leipzig, Berlin, Wien 1893
- Kolonisation in Polen und die Fuchsmühler Bauerntragödie. Zwei Bilder aus dem deutschen Rechts- und Wirtschaftsleben nebst Beleuchtung politischer Gesichtspunkte. Dt. Schriftsteller-Genossensch., Berlin 1896 Digitalisat
- Barbarossas Botschaft. Satirisches Epos. Druck und Verlag der Buchdruckerei für Handel und Gewerbe, Berlin 1896
- Einiges Interessantes aus meinen Gesprächen mit Theodor Fontane. I und II. In: Deutsche Warte, Berlin Nr. 272 B vom 4. Oktober 1898. Morgenblatt S. 3; Nr. 276 B vom 6. Oktober 1898, Morgenblatt, S. 3
- Gesunde Großstädte gesunde Kapitalbildung. Sonderdruck aus Deutschlands Verjüngung. Verlag von J. Harrwitz Nachfolger, Berlin 1900, S. 104 139
- Zur Palästinareise des Kaisers. Berlin 1900
- Deutschlands Verjüngung. Zur Theorie und Geschichte der Reform des Boden- und Creditrechts. Heft 1 bis 10. Verlag von J. Harrwitz Nachfolger, Berlin 1900–1091
- Die andere Ehe als Quelle seelischer und sozialer Erkenntnis. Keil, Rudolstadt 1904
- Hermann von Wißmann. Ein Volksabend. Friedrich Emil Perthes, Gotha 1907 (Volksabende 11)
- Das Buch von unsern Kolonien. Mit 8 farbigen Kunstbeilagen nach Originalen von Rudolf Hellgrewe, 107 Bildern im Text und 2 farbigen Karten des Deutschen Kolonialbesitzes. Neu bearbeitete Ausgabe. Ferdinand Hirt & Sohn, Leipzig 1908 (5. Aufl. 1908)
- "Old-Iniquity". Der Schlüssel zu Goethes "Faust". Eine Zurückweisung verflachender Ausleger. In: Bayreuther Blätter. 31, 1908, S. 7–9 Digitalisat
- "Old-Iniquity". (Goethes "Faust" und Hermann Türck). In: Bayreuther Blätter. 31, 1908, S. 213–228 Digitalisat
- Der Schlüssel zu Goethe's Faust. (= Hammer-Schriften Nr. 7). 2. Aufl., Hammer-Verlag Theodor Fritsch, Leipzig 1915 Digitalisat; 3. Auflage 1924
- Werner von Siemens. Ein Volksabend. Friedrich Emil Perthes, Gotha 1910 (Volksabende 31)
- Fass und Volk der Danaïden. Ein Beitrag zur Reichsfinanzreform. Rechtshort-Verlag, Weimar 1909
- Deutsches Recht. Verlag'des vaterländischen Schriften-Verbandes, Berlin 1911 Digitalisat
- ‚Er hat mich bis zuletzt geottomart‘. Gespräche in London und Berlin. In: Wolfgang Rasch, Christine Hehle (Hrsg.): ‚Erschrecken Sie nicht, ich bin es selbst‘. Erinnerungen an Theodor Fontane. Aufbau-Verlag, Berlin 2003, S. 34–43

## Ehrungen
Nach ihm wurde am 15. März 1939 die Beta-Zeile in Steglitz-Zehlendorf benannt.